# Dragon Ball Z: Ultimate Battle 22
Dragon Ball Z: Ultimate Battle 22 (ドラゴンボールZ アルティメイトバトル22, Doragon bōru zetto: Arutimeito batoru 22, littéralement « Dragon Ball Z : Ultimate Battle 22 ») est un jeu vidéo de combat sur l'univers de Dragon Ball Z. Le jeu est distribué à partir de 1995 sur PlayStation.

## Système de jeu
Dragon Ball Z: Ultimate Battle 22 est un jeu de combat similaire à la trilogie Super Butōden parue sur Super Nintendo. Le jeu contient 22 personnages jouables plus 5 personnages additionnels déblocables (Son Goku enfant, Tortue Géniale, Mister Satan, Son Goku SSJ 3 et Gogeta) à l'aide d'un code. Une fois le code exécuté, le fond d'écran change et le titre d'accueil permute en Dragon Ball Z: Ultimate Battle 27 pour valider le code. Parmi ces cinq personnages, Tortue Géniale et Mister Satan sont les deux personnages qui ne disposent pas de dash dans le jeu.
Le jeu n'utilise plus d'écran partagé lorsque les personnages s'éloignent trop du décors, des zooms sont à la place utilisés et les arènes affichées sont en trois dimensions,
,. Le gameplay se compose d'un bouton pour le coup de poing, d'un bouton pour le coup de pied et d'un bouton pour les boules de feu. Les gâchettes L et R de la manettes servent pour les dash. Avant chaque combat, les personnages ont droits à une petite scène de dialogues.

## Liste des personnages
Voici la liste de base des 22 personnages jouables dès le début du jeu :

### Liste des personnages
- Son Goku (Super Saiyan 2)
- Son Gohan (Super Saiyan 2)
- Majin Vegeta
- Trunks (Super Saiyan 1)
- Cell
- C-16
- C-18
- Freezer
- Zabon
- Reacum
- Ginyu
- Dabra
- Son Goten
- Trunks (enfant)
- Kaio Shin (Kaiobito)
- Majin Boo
- Evil Boo
- Gotenks (Super Saiyan 1)
- Son Gohan (Great Saiyaman)
- Krilin
- Ten Shin Han
- Piccolo

Il existe également 5 personnages cachés à débloquer pour pouvoir jouer avec :
- Gogéta (Super Saiyan 1)
- Mr Satan
- Kamé Sennin
- Son Goku (Super Saiyan 3)
- Son Goku (enfant)